# Liga Primera
La Liga Primera por razones de patrocinio es el nombre del campeonato de máxima categoría de competencia en el fútbol en Nicaragua. Fundada en agosto de 2016 por la ANCF (Asociación nicaragüense de clubes de fútbol). 
Organiza diferentes competencias dentro del balompié pinolero como son Liga Primera Juvenil U-20, Liga Primera y Copa Primera. Todos estos, son campeonatos que apuestan por el desarrollo del fútbol, con el principal objetivo de revolucionar el fútbol de Nicaragua. Siendo un ejemplo para la profesionalización del deporte nicaragüense. 
| Fase                | |
| ------------------- | --- |
| Etapa regular       | 10 equipos juegan todos contra todos a dos vueltas durante 18 jornadas. Primer y segundo lugar clasifican directamente a semifinales. Del tercero al sexto lugar disputan repechaje.                                                                                            |
| Repechaje           | Se juega a un solo partido de acuerdo a las posiciones de la Etapa Regular: 3.º vs 6.º y 4.º vs 5.º, siendo locales los equipos ubicados en el tercer y cuarto puesto. El ganador de cada partido avanza a Semifinales, en caso de empate los equipos locales obtienen el pase. |
| Semifinales y Final | Se juega a visitas recíprocas (ida y vuelta). El clasificado se define de acuerdo al marcador global de la serie. |

## Estadios
Liga Primera cuenta con siete estadios debidamente autorizados para la realización de partidos. Entre los estadios más destacados están el Estadio Nacional de Managua, sede de la Selección Nacional de Nicaragua, el Estadio Cacique Diriangén de Diriamba y el Estadio Independencia de Estelí.
| Estadio                                 | Ciudad   | Capacidad           | Iluminación | Césped    | Club Local                                   | Partidos internacionales |
| --------------------------------------- | -------- | ------------------- | ----------- | --------- | -------------------------------------------- | ------------------------ |
| Nacional                                | Managua  | 20,000 espectadores | Sí          | Sintético | CD Walter Ferretti, Managua FC, UNAN Managua | Sí                       |
| Independencia                           | Estelí   | 9,000 espectadores  | Sí          | Sintético | Real Estelí FC                               | Sí                       |
| Olímpico IND                            | Managua  | 8,000 espectadores  | No          | Natural   | Juventus FC                                  | No                       |
| Cacique Diriangén                       | Diriamba | 8,000 espectadores  | Sí          | Natural   | Diriangén FC                                 | Sí                       |
| Solidaridad Augusto César Mendoza Arauz | Somoto   | 2,500 espectadores  | Sí          | Natural   | Real Madriz                                  | No                       |
| Roy Fernando Bermúdez                   | Ocotal   | 1,500 espectadores  | Si          | Natural   | CD Ocotal                                    | No                       |
| La Veranera                             | León     | 800 espectadores    | No          | Natural   | Chinandega FC                                | No                       |

## Junta Directiva
- Presidente – Reynaldo Mairena.
- Director General – Luis Rosas.

## Torneos organizados
- Liga Primera
- Copa Primera
- Liga Primera Sub-20
- Campeonato Nacional de Categorías Menores